# 短尾田霸鹟
短尾田霸鹟（学名：Muscigralla brevicauda），是雀形目霸鹟科的一种鸟类，属于单型的短尾田霸鹟属（学名：Muscigralla）。

## 特征
短尾田霸鹟体重约12.6克，翼长约60.9毫米，喙宽度约3.6毫米，喙厚度约3.1毫米，嘴峰长约14.9毫米，跗蹠长约25.7毫米，尾长约35毫米。
短尾田霸鹟是留鸟，栖息在灌木林，它们是食肉动物，主要以昆虫、蜘蛛等陆生无脊椎动物为食。它们分布在厄瓜多尔西南部至智利北部，以及哥伦比亚的戈尔戈纳岛。